# 1948 aux Territoires du Nord-Ouest
Chronologie des Territoires du Nord-Ouest
- 1944
- 1945
- 1946
- 1947
- 1948
- 1949
- 1950
- 1951
- 1952

Cette page concerne des événements d'actualité qui se sont produits durant l'année 1948 dans le territoire canadien des Territoires du Nord-Ouest.

## Politique
- Premier ministre : Hugh Llewellyn Keenleyside (Commissaire en gouvernement)
- Commissaire : Hugh Llewellyn Keenleyside
- Législature :

## Événements
- Mise en service de la Cambridge Bay LORAN Tower, (détruite depuis)[1], tour de communications métallique de 189 mètres de hauteur.

## Naissances
- Bart Hanna (1948–) est un sculpteur et illustrateur Inuit.
- 17 octobre, Margot Kidder, actrice et productrice.